# Parabelbella crenatosetosa
Parabelbella crenatosetosa är en kvalsterart som först beskrevs av Bulanova-Zachvatkina 1957.  Parabelbella crenatosetosa ingår i släktet Parabelbella och familjen Damaeidae. Inga underarter finns listade i Catalogue of Life.